# O Hobbit: A Batalha dos Cinco Exércitos
The Hobbit: The Battle of the Five Armies (prt/bra: O Hobbit: A Batalha dos Cinco Exércitos) é um filme de fantasia e aventura de 2014, dirigido por Peter Jackson. É o último filme da trilogia que foi adaptada a partir da obra de mesmo nome do escritor britânico J. R. R. Tolkien. O longa foi lançado em 11 de dezembro de 2014 nos cinemas do Brasil e em 17 de dezembro de 2014, em Portugal. Indicado ao Oscar de Melhor Som.

## Enredo
Bilbo e os Anões assistem da Montanha Solitária o dragão Smaug incendiando a Cidade do Lago. Bard quebra ardilosamente sua prisão e mata o dragão com a última Flecha Negra e seu corpo caindo esmaga o Mestre da cidade em sua tentativa de fuga. Os sobreviventes da Cidade do Lago o escolhem para ser seu novo líder. Kíli confessa seu amor por Tauriel e ele e os outros anões se reúnem com sua companhia na Montanha Solitária; é revelado que Thorin foi infectado com a "doença do dragão", já que ele procura a Pedra Arken. É revelado que Bilbo realmente roubou a Pedra enquanto fugia de Smaug, e concorda com Balin que ela deve permanecer mantida longe do enlouquecido Thorin. O líder da companhia passa a ter os anões construindo um bloqueio na entrada de Erebor.
Enquanto isso, Galadriel e os outros membros do Conselho Branco resgatam Gandalf de Dol Guldur. Sauron aparece e tenta seduzir a Senhora de Lórien, mas ela é capaz de expulsá-lo longe da fortaleza enquanto Saruman e Elrond afastam os Espectros do Anel. Saruman assegura Elrond que Sauron não é uma ameaça sem o Um Anel. Azog, marchando em Erebor com seu vasto exército Orc, descobre com Bolg que um exército élfico sob Thranduil também está se aproximando. Ele envia Bolg para Gundabad para convocar suas forças restantes. Legolas e Tauriel testemunham a marcha de um segundo exército Orc enorme, reforçado pelos Goblins e centenas de morcegos gigantes. Quando o exército de Thranduil chega em Dale, forja uma aliança com Bard para reivindicar o colar de pérolas brancas do tesouro de Thorin. O anão se recusa a compartilhar qualquer parte do tesouro. Depois que Gandalf chega, Bilbo sai escondido da Montanha Solitária para entregar a Pedra Arken a Thranduil e Bard. Seu exercito e o rei dos elfos reúnem-se nas portas de Erebor, oferecendo-se para trocar a Pedra de Thorin pelo ouro. O líder dos anões mais uma vez recusa a oferta de paz de Bard. Pouco antes das forças de Thranduil começarem o ataque contra Erebor, seu primo Dáin chega com um exército de anões. O exército anão se prepara para atacar os elfos quando o exército de Azog faz a sua aparição, convergindo sobre os anões e a cidade de Dale. Com os Orcs em maior número que o exército de Dáin, as forças de Thranduil se juntam à batalha. Thranduil, Bard, Bilbo e Gandalf ajudam na defesa de Dale, mas os Orcs ainda os superam.
Dentro de Erebor, Thorin se recusa a se juntar à batalha. Cai em um pesadelo alucinante e luta para libertar-se da doença do dragão. Finalmente superando sua loucura, leva seus amigos à batalha. Enquanto os outros anões da companhia auxiliam as forças de Dáin, Thorin cavalga em direção a Ravenhill com Dwalin, Fíli e Kíli para matar Azog e forçar a liderança dos exércitos Orc a recuar. Em Ravenhill, Thorin envia Fíli e Kíli à frente para explorar a torre aparentemente abandonada. Fíli é capturado e morto por Azog e suas tropas na frente dos anões. Bilbo é nocauteado enquanto Thorin batalha contra Azog. As Grandes Águias aparecem de repente, levando Radagast e Beorn à luta. Bolg está prestes a acabar com Tauriel ferida antes de Kíli a salvar e morrer nas mãos do inimigo. Legolas mata Bolg, e joga a Thorin sua antiga espada - Orcrist. Thorin é mortalmente ferido por Azog, mas usa suas últimas forças para o empalar.
No rescaldo da batalha, faz as pazes com Bilbo antes de morrer devido os ferimentos. Legolas deixa seu pai para se encontrar com um dos Dúnedain e Tauriel lamenta por Kíli. Bilbo despede-se dos membros restantes da companhia de Thorin e retorna ao Condado com Gandalf. Como a parte dois, Gandalf admite saber que Bilbo esta com um anel de magia e, embora não saiba a sua verdadeira natureza, o adverte contra usá-lo levianamente. O hobbit retorna ao Bolsão encontrando seus pertences sendo leiloados pelo Sacola-Bolseiros, que presumiu que tivesse morrido, e esclarece a sua identidade. Sessenta anos depois, Bilbo, ao refletir sobre o passado de sua jornada em seu 111º aniversário, recebe uma surpresa de alguém batendo em sua porta. Quando o convidado revela ser Gandalf, o hobbit felizmente corre para cumprimentar seu velho amigo.

## Elenco
- Ian McKellen – Gandalf
- Martin Freeman – Bilbo Baggins
- Richard Armitage – Thorin Escudo-de-Carvalho
- Evangeline Lilly – Tauriel
- Luke Evans – Bard
- Lee Pace – Thranduil
- Benedict Cumberbatch – voz de Smaug e Sauron
- Ken Stott – Balin
- Aidan Turner – Kíli
- Dean O'Gorman – Fíli
- Billy Connolly – Dáin
- Graham McTavish – Dwalin
- James Nesbitt – Bofur
- Stephen Fry – Mestre da Cidade do Lago
- Ryan Gage – Alfrid
- Cate Blanchett – Galadriel
- Ian Holm – Bilbo velho
- Christopher Lee – Saruman
- Hugo Weaving – Elrond
- Orlando Bloom – Legolas
- Mikael Persbrandt – Beorn
- Sylvester McCoy – Radagast
- Peter Hambleton – Glóin
- John Callen – Óin
- Mark Hadlow – Dori
- Jed Brophy – Nori
- William Kircher – Bifur
- Stephen Hunter – Bombur
- Adam Brown – Ori
- John Bell – Bain
- Manu Bennett – Azog
- John Tui – Bolg
- Conan Stevens - Keeper of the Dungeons
- Peggy Nesbitt - Sigrid
- Mary Nesbitt - Tilda
- Simon London - Feren

## Produção

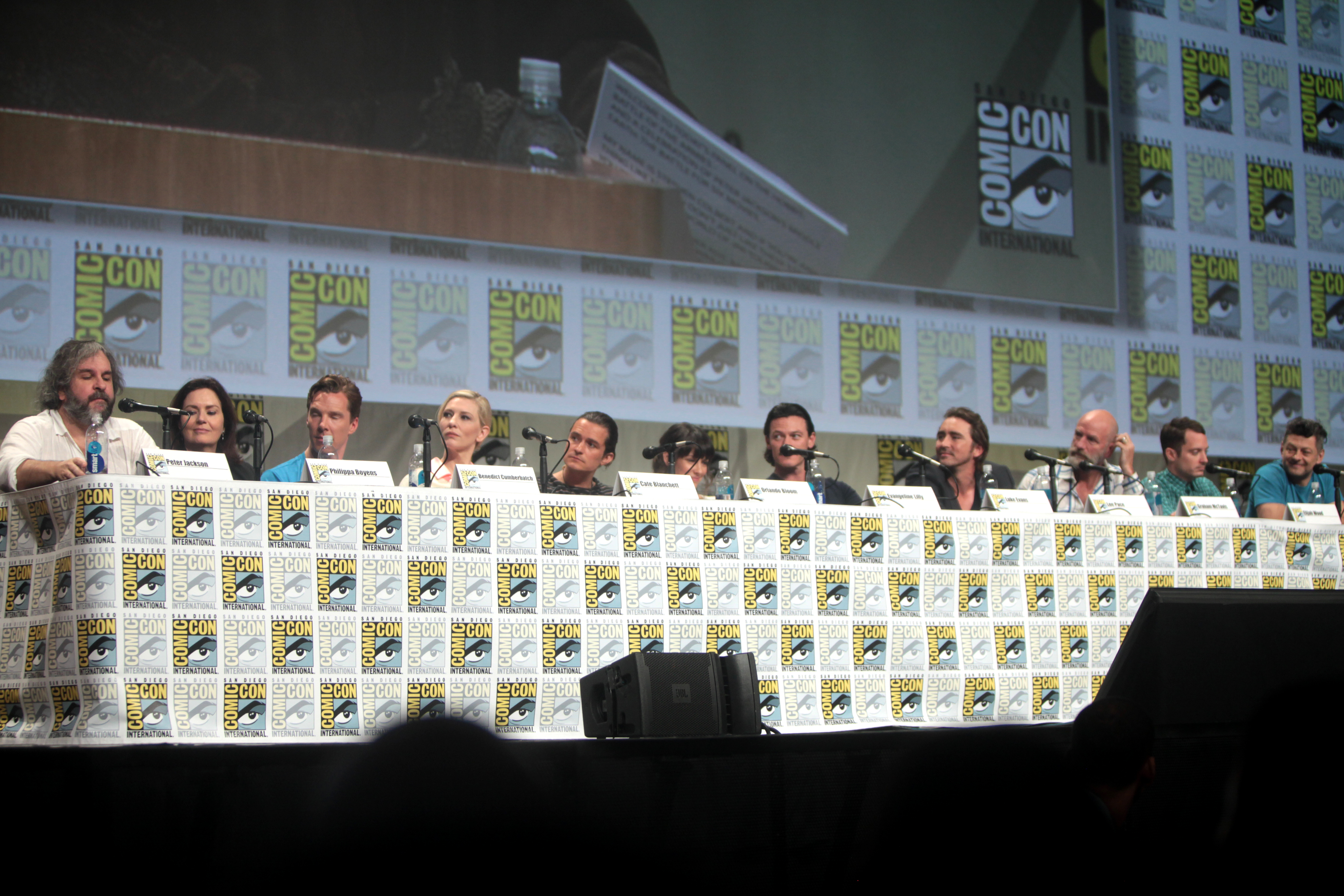
Painel de The Battle of Five Armies na San Diego Comic-Con International de 2014

O Hobbit foi originalmente concebido como um filme em duas partes, mas Jackson confirmou os planos para um terceiro filme em 30 de julho de 2012, transformando a adaptação de O Hobbit em uma trilogia. De acordo com Jackson, o terceiro filme iria conter a batalha dos Cinco Exércitos e fazer uso extensivo dos apêndices que Tolkien escreveu para expandir a história da Terra Média (publicado na parte de trás de The Return of the King). Jackson também afirmou que o terceiro filme iria fazer largo uso de material originalmente filmado para a primeira e segunda parte, uma vez que também exigiria filmagens adicionais. O terceiro filme foi intitulado There and Back Again, em agosto de 2012. Em abril de 2014, Jackson mudou seu título para The Battle of the Five Armies já que pensou que o novo título fosse mais adequado a situação do filme. Ele afirmou em sua página no Facebook, "There and Back Again senti como o nome certo para o segundo se fossem só dois filmes e o segundo com a narrativa da busca para recuperar Erebor, quando Bilbo chegada lá e vai embora, onde ambos estariam contidos no segundo filme. Mas com três filmes de repente me senti deslocado — afinal, Bilbo já chegou "lá" na Desolação de Smaug". Shaun Gunner, o presidente da Tolkien Society, apoiou a decisão: "The Battle of the Five Armies capta muito melhor o foco do filme, mas também o curso com mais precisão a essência na história." Gravado nos estúdios Stone Street de Wellington e em locação na Nova Zelândia.

### Música
Como em todos os filmes anteriores, Howard Shore compôs a trilha sonora. Billy Boyd, que atuou no papel de Peregrin Took em O Senhor dos Anéis, escreveu e gravou a canção "The Last Goodbye" para ser tocada durante os créditos finais do filme.

## Lançamento

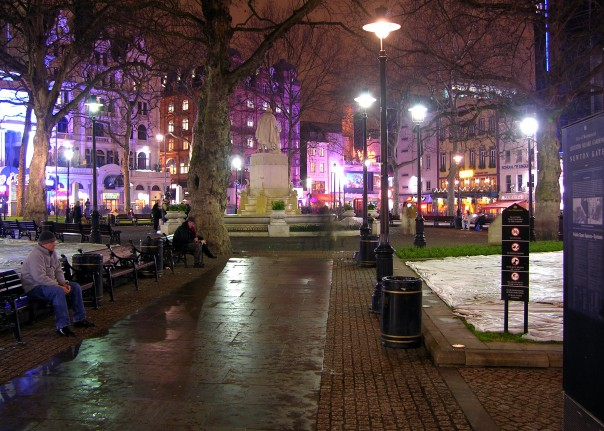
Leicester Square, em Londres, local da estreia mundial do filme

Um teaser trailer do filme foi lançado em 28 de julho de 2014 anexado a Guardians of the Galaxy, Into the Storm, e If I Stay. O segundo trailer foi lançado em 6 de novembro de 2014 anexado a Interstellar e The Hunger Games: Mockingjay - Part 1.
Para promover o lançamento do filme, o clube de futebol Wellington Phoenix de Wellington, Nova Zelândia usou uma camisa projetada especialmente para comemorar seu lançamento. A camisa temática personalizada do filme foi usado apenas uma vez, em 13 de dezembro de 2014. No lançamento japonês em 13 de dezembro, a Warner Bros. colaborou com a empresa de jogos móveis A-Lim para trazer Bilbo, Gandalf e Legolas ao jogo Brave Frontier no final de dezembro como unidades Vortex Dungeon. A campanha só vai até fevereiro de 2015.
Smaug fez uma aparição no programa satírico The Colbert Report em 12 de dezembro de 2014 para promover o filme. Cumberbatch, que deu voz ao dragão nos filmes, também forneceu a voz de Smaug para a entrevista com o fã confesso de Tolkien Stephen Colbert. A Weta também foi responsável pela sua animação.
A estreia mundial do filme foi realizada em Londres na Leicester Square, em 1° de dezembro de 2014. O filme estreou nos cinemas em 11 de dezembro de 2014 na Nova Zelândia, em 12 de dezembro no Reino Unido e em 17 de dezembro nos Estados Unidos. A Warner Bros. lançou o filme em 18 de dezembro de 2014, na Grécia e 26 de dezembro, na Austrália. O filme está programado para ser lançado na China em 23 de janeiro de 2015.

## Recepção
Antes de seu lançamento na América do Norte, os analistas previram que o filme seria um sucesso de bilheteria, citando marketing eficaz, boa publicidade, uma data sólida de lançamento, e o fato de que a conclusão da série tende a atrair mais público. Os primeiros críticos e detectores de bilheteria previram que o filme poderia ganhar de 70 a 80 milhões de dólares em sua semana de estreia, enquanto o site Box Office Mojo estimou um lançamento com arrecadação de 91 a 100 milhões de dólares em cinco dias e poderia vir a atingir uma bilheteria interna bruta total de 235 milhões de dólares. Com base em detecção digital feita pelo site Moviepilot, os dados obtidos a partir de sites sociais como o Facebook, YouTube, Twitter e Google mostram que o filme estava rumo ao primeiro lugar nas bilheterias à frente dos recém-lançados Night at the Museum: Secret of the Tomb e Annie, ambos os quais ficaram em igualdade um com o outro.
Até 25 de janeiro de 2015, The Hobbit: The Battle of the Five Armies havia arrecadado 249 576 000 dólares nos Estados Unidos e no Canadá e mais 616 900 000 em outros territórios em um total mundial de 866 476 000 dólares americanos. Em todo o mundo, é o segundo filme de maior bilheteria de 2014 atrás de Transformers: Age of Extinction. Sua arrecadação excedeu sua estimativa de custo de produção de 250 milhões de dólares 12 dias após o lançamento, um feito também conseguido por Marvel's The Avengers em 2012. Na América do Norte, o filme é a quinta maior bilheteria de 2014. Foi lançado no continente norte-americano na terça-feira 16 de dezembro em 3 100 salas de cinemas e foi ampliado para 3 875 salas no dia seguinte. O filme arrecadou 11,2 milhões de dólares a partir da mostra de terça-feira à meia-noite a qual foi a segunda maior de 2014, combinando o recorde anteriormente estabelecido por Guardians of the Galaxy e ambos atrás de The Hunger Games: Mockingjay - Part 1 (US$ 17 milhões).
Começou sua distribuição internacional uma semana antes de seu lançamento norte-americano. The Hobbit: The Battle of the Five Armies foi lançado internacionalmente em 15 395 salas de cinema. Foi lançado em 10 de dezembro de 2014 em 11 mercados europeus e em 11 de dezembro do mesmo ano em 17 mercados adicionais, e arrecadou 11.3 milhões dólares e 13.7 milhões dólares americanos, respectivamente, num total de 26.6 milhões dólares americanos em dois dias ficando no topo das bilheterias em cada um dos territórios europeus.